# Lisset
Lissette Gutiérrez Salazar (Guadalajara, Jalisco, 3 de noviembre de 1973) es una actriz y cantante mexicana.

## Biografía
Lisset complementó desde muy temprana edad su formación artística con clases de jazz, tap y actuación. La comedia musical marcó su inicio artístico. A los doce años intervino en Blanca Nieves, comedia musical que permaneció seis meses en cartelera. En 1990 participó en Calle 42 con Amparito Arozamena, Joaquín Cordero y Olivia Bucio. Posteriormente en las obras Perdidos en el Espacio y Charly Brown y sus Amigos, llevó el papel principal y con ambas realizó giras dentro de todo México.
Su protagonismo en la obra Loco por ti, en 1998 le valió el premio de la Agrupación de Periodistas Teatrales como “La Revelación como Mejor Actriz en Comedia Musical”, que le entregó la Asociación de Críticos de Teatro Rafael Solana, posteriormente obtuvo los papeles principales de las obras Mary Poppins y Fiebre de sábado por la noche.
En todas las obras musicales en las que ha participado desde 2000, ha sido distinguida con el premio “Mejor actriz en comedia musical”, que otorga la Asociación de Críticos de Teatro Rafael Solana.
En 1996 interpretó junto al maestro Armando Manzanero el tema principal de la telenovela Nada personal. En 1997, se lanza como solista con su primer disco titulado Lisset.
En 1998 el maestro Manzanero le produjo Te lo quiero contar, su segundo álbum como solista en donde aparecieron compositores como Francisco Céspedes, Juan Pablo Manzanero, Alejandro Lerner, entre otros.
De 1999 a 2002 participó en varios proyectos, entre ellos es invitada para formar parte del tema musical “El Pescador”, dedicado a su Santidad Juan Pablo II, y BMG Ariola la invita a participar en el disco Homenaje a Cri-Cri. En 2004, grabó su cuarto disco, Historias de mi vida.
En 1999 inicia su participación como actriz para TV Azteca interpretando el papel antagónico en la telenovela Catalina y Sebastián; posteriormente conduce el programa de entretenimiento musical Domingo Azteca, sustituye a Karina Velasco. En 2004 participa en la cinta Huapango, recibiendo los premios «Diosa de Plata» y «Premio Bravo» como revelación en cine.
En 2005 actuó en la telenovela Las Juanas, recibiendo el premio Palmas de Oro. En el 2006 trabajó en la telenovela Amor en custodia en el papel de Carolina y su actuación en la obra musical Ciudad blanca.
Posteriormente participó en la telenovela Montecristo y en el musical Victor/Victoria junto a Daniela Romo y un gran elenco.
Después de acabar ambos proyectos, comenzó a grabar la serie televisiva La niñera, cuya versión mexicana la produjo y transmitió TV Azteca al mismo tiempo que trabajó como antagonista en la telenovela Vivir sin ti.
Después de La niñera y Vivir sin ti se integró como jurado de La Academia al lado del cantante Enrique Guzmán, el maestro Raúl Quintanilla y el periodista Arturo López Gavito.
En 2010 entró a las filas de Televisa, y se integró al elenco de la telenovela Para volver a amar, en la cual su personaje tendrá un romance con el papel que hace Mark Tacher.
También conduce un programa referente a Salud y Maternidad en el canal Utilísima llamado Actitud femenina, y otro llamado Mi bebé.
En 2012 actúa en la telenovela Amor bravío producida por Carlos Moreno Laguillo, en el papel de Miriam, junto a Silvia Navarro, Cristian de la Fuente, Leticia Calderón, César Évora y Flavio Medina.
En 2014, la productora Angelli Nesma Medina le ofrece un papel como invitada estelar en la telenovela Lo que la vida me robó, donde interpreta a una villana en el papel de Fabiola Guillén, junto a Angelique Boyer, Sebastián Rulli, Luis Roberto Guzmán, Daniela Castro, Alexis Ayala Francisco Gattorno. En ese mismo año trabaja en la telenovela La sombra del pasado junto a Susana González, Alfredo Adame, Pablo Lyle, Michelle Renaud y nuevamente con Alexis Ayala.
En septiembre de 2014 posó desnuda para la revista H para Hombres.
Entre 2015 y 2016 participa en la telenovela A que no me dejas bajo la producción de Carlos Moreno Laguillo interpretando a Mónica, junto a Camila Sodi, Osvaldo Benavides, Arturo Peniche, Cecilia Gabriela y nuevamente con Leticia Calderón y César Évora.
En 2017 actúa en la telenovela Enamorándome de Ramón junto a Esmeralda Pimentel, José Ron, Marisol del Olmo, Marcelo Córdoba y Luz Elena González, bajo la producción de Lucero Suárez en donde interpreta a Virginia. A mediados del mismo año participa en la telenovela Me declaro culpable producida por Angelli Nesma Medina, junto a Mayrín Villanueva, Juan Soler, Irina Baeva, Juan Diego Covarrubias y nuevamente con Daniela Castro.

## Vida personal
Lisset es hija del músico, compositor, arreglista y productor Willy Gutiérrez (conocido en televisión por sus participaciones como maestro de canto en el reality show de TV Azteca La Academia). En 2001 contrajo primeras nupcias con el actor Demián Bichir, sin embargo duraron sólo dos años. Posteriormente, en el mes de diciembre de 2008, se casó con el actor español Lisardo, con quien tuvo a su hija, María, pero después se divorciaron.

## Filmografía

#### Telenovelas
- Me atrevo a amarte (2025) .... Crisanta Méndez[7]
- Mi fortuna es amarte (2021-2022) .... Samia Karam Mansour de Haddad[8]
- Te doy la vida (2020) .... Patricia
- Médicos, línea de vida (2019-2020) .... Natalia
- Me declaro culpable (2017-2018) .... Bianca Olmedo
- Enamorándome de Ramón (2017) .... Virginia Sotomayor de Medina
- A que no me dejas (2015-2016) .... Mónica Greepé Villar
- Lo que la vida me robó (2013-2014) ... Fabiola Guillén Almonte de Narvaez / Fabiola Almonte Giacinti
- Amor bravío (2012) .... Miriam Farca de Díaz
- Para volver a amar (2010-2011) .... Denisse[9]
- Vivir sin ti (2008) .... Beatriz Del Toro
- Montecristo (2006-2007) .... Diana
- Amor en custodia (2005-2006) .... Carolina Costas
- Las Juanas (2004-2005) .... Yolanda Canales
- Soñarás (2004) .... Dolores
- Catalina y Sebastián (1999) .... Jessica

#### Series
- La jefa (2025) .... Cornelia Ríos
- Esta historia me suena (2021)[10] .... Nora
- Gossip Girl Acapulco (2013) .... Ana de la Vega
- La niñera (2007) .... Francisca "Fran" Flores
- Desde Gayola (2005-2006) (2008-2009) .... Rosita

#### Conducción
- Sale el sol (2022)
- De buenas (2013/14)
- Mi bebé (2012)
- Actitud femenina (2010)
- Super sábado (2005)
- Domingo Azteca (1999)

#### Otros
- La Academia (2008) .... Jurado (Sexta generación)
- Aplauso aplauso (2004) .... Jurado

### Cine
- Los trapos sucios se lavan en casa (2020) ....Gloria
- Héroes verdaderos (2010) .... Narradora
- Huapango (2004) .... Julia

### Teatro
- Cats
- El enfermo imaginario
- Mi primer gran musical
- Victor/Victoria
- Ciudad blanca
- Fiebre de sábado por la noche
- Mary Poppins
- Loco por ti
- Charly Brown y sus Amigos
- Perdidos en el Espacio
- Calle 42
- Blanca Nieves

### Discografía
- Historias de mi vida (2004)
- Te lo quiero contar (1998)
- Lisset (1997)
- Nada personal con Armando Manzanero (1996)

### Colaboraciones
- Hoy junto a ti (2015) tema incluido en la banda sonora de la telenovela La sombra del pasado.
- Nuestro amor perdió (2008) tema incluido en el álbum Las mujeres de Manzanero.
- Sola (2005) tema incluido en la banda sonora de la telenovela Amor en custodia.
- Homenaje a Cri Cri (2002).
- El pescador (1999) varios artistas. Tema dedicado al Papa Juan Pablo II.
- Nada personal (1996) dueto con Armando Manzanero. Tema de la telenovela Nada personal.

## Premios

### Premios Calendario de Oro 2007
| Categoría                       | Persona | Resultado |
| ------------------------------- | ------- | --------- |
| Revelación dentro de la Comedia | Lisset  | Ganadora  |